# リンガー 〜2つの顔〜
『リンガー 〜2つの顔〜』（Ringer）は、2011年9月13日にCWで初回放映されたアメリカのテレビシリーズである。主演のサラ・ミシェル・ゲラーは、双子の姉妹ブリジット·ケリーとシボーン·マーティンを演じる。2011年5月13日、このシリーズがCWで採用されたことが報道された。2011年10月12日、CWは第一シーズン全22話の製作を決定した。2012年5月11日に、CWは『リンガー 〜2つの顔〜』のキャンセルを発表した。日本ではDLifeで放送されていたが、DVD化はされていない。

## あらすじ
ブリジット·ケリー（サラ・ミシェル・ゲラー）はワイオミング州の元麻薬中毒患者でストリッパーである。地元の犯罪組織のボスで、彼女の雇い主、ボダウェイ・マカウィ（ザーン・マックラノン）の殺人を目撃し、そのことを裁判で証言する条件で、FBI捜査官ビクター・マチャード（ネスター・カーボネル）の保護下にある。マカウィは既に過去の犯罪につながる証人を何人も殺しており、ブリジットを殺そうとしていた。ブリジットは長年疎遠にしていた双子の姉（ゲラー）シボーンに会いに行く。
ニューヨークに着いてすぐ、シボーンは、（妹の存在を家族に秘密にしており）、海に飛び込み自殺したように見えた。ブリジットはシボーンになりすまし、シボーンの裕福な社会生活に溶け込もうとする。シボーンの夫アンドリュー（ヨアン・グリフィズ）、義理の娘ジュリエット（ゾーイー・ドイチ）、親友ジェマ（タラ・サマーズ）ジェマの夫で、シボーンの浮気相手、ヘンリー（クリストファー・ポラハ）ブリジットの正体を知っているのは 麻薬中毒患者会の世話人、マルコム（マイク・コルター）だけである。 ブリジットの生活は、姉が秘密を持っており、誰かが自分を殺そうとしていることを知ってさらに複雑なものになっていく。

## 登場人物

### メインキャラクター
ブリジット・ケリー
演 - サラ・ミシェル・ゲラー、日本語吹替 - 宮島依里
問題を抱えた若い女。ブリジットは、ギャングに命を狙われて、双子の姉であるシボーンを頼る。ブリジットは、亡くなったシボーンになりすますが、姉の秘密を徐々に知り始める。
シボーン・マーティン
演 - サラ・ミシェル・ゲラー、日本語吹替 - 宮島依里
ブリジットの双子の姉。ブリジットに知られないよう、シボーンは自分が死んだように画策する。
ヘンリー・バトラー
演 - クリストファー・ポラーハ、日本語吹替 - 桐本琢也
ジェマの夫。人生に不満を持っており、シボーンと不倫関係にあった。その後、彼はシボーンが生きていることを発見し、ブリジットの二重生活について知ることとなる。
アンドリュー・マーティン
演 - ヨアン・グリフィズ、日本語吹替 - 堀内賢雄
一代で富を築いた億万長者で、仕事をこなしながら、娘を守ることに苦心している。
ビクター・マチャード
演 - ネスター・カーボネル、日本語吹替 - 木下浩之
ブリジットの保護を担当するFBI 捜査官。
マルコム・ウォード
演 - マイク・コルター、日本語吹替 - 藤真秀
元薬物中毒患者で、ブリジットの薬物中毒患者会世話人。ブリジットの二重生活を知っている。

### 準レギュラー
ジュリエット・マーティン
演 - ゾーイ・ドゥイッチ、日本語吹替 - 白石涼子
シボーンの継子でアンドリューの娘。
カーペンター先生
演 - ジェイソン・ドーリング、日本語吹替 - 板倉光隆
ジュリエットの高校教師。
タイラー・バレット
演 - ジャスティン・ブルーニング、日本語吹替 - 宮内敦士
シボーンの命を狙う男。
ジェマ・バトラー
演 - タラ・サマーズ、日本語吹替 - 森夏姫
シボーンの親友。
ボーダウェイ・マカウィ
演 - ザーン・マクラーノン、日本語吹替 - 山内健嗣
ブリジットを狙う暴力団のボス
チャーリー
演 - ビリー・ミラー
麻薬中毒患者の会でブリジットに出会い、好感を持たれる。本当の名前はジョンであり、シボーンから雇われていることが後に明らかになる。
オリビア・チャールズ
演 - ジェイミー・マーレイ
アンドリューのビジネスパートナー。オリビアがキャサリンとの関係に関与していることが明らかになる。
キャサリン・マーティン
演 - アンドレア・ロス
アンドリューの元妻でジュリエットの母親。キャサリンがオリビアとの関係に関与していることが明らかになる。
クロディーヌ
演 - ミーガン・ホルダー
アンドリューとオリビアの秘書。
テッサ・バナー
演 - ゲージ・ゴライティ
ジュリエットをいじめるがのちに友人となる。
アンドレア
演 - チェルシー・タバレス
ジュリエットの友人。
ジミー・ケンパー刑事
演 - ダレン・ペティー
ワイオミング州でマチャドの相棒であった。
ダグ・クパチーノ
演 - クリス・エルウッド
NYCでマチャドの相棒であった。
ソロモン・ベッシーダ
演 - ショーン・パトリック・トーマス
ブリジットのボディーガード。
シャーリーン・ブリッグス
演 - ニッキ・デローチ
ストリッパーでマチャドのガールフレンド。
ティム・アーボガスト
演 - グレゴリー・ハリソン
ジェマの父。
マシュー・デル・ネグロ
演 - グラディ・トーランス
マチャドの上司。
ジョナサン・バンクス
演 - レミー・オスターマン
危険な犯罪者。

### ゲスト出演
- ペギー・ルイス - ミシェル・スタッフォード
- メアリーカーティス - アンバー・ベンソン
- グリーア・シェリダン - メッチェン・アミック
- ディラン・モリソン - ミーシャ・コリンズ
- カルーソ校長 - アディーナ・ポーター
- ドクター・アナベル・モリス - マール・ダンドリッジ
- トバイアス・シェクト - クリストファー・カズンズ
- 警官 - ブライアン・ホーリセイ
- ウォッシュバーン・ミトラー - ディラン・ニール
- バレンズ特別捜査官 - ヴァネッサ・ベル・キャロウェイ

## エピソード一覧

### シーズン1 （2011年 - 2012年）
| 通算 | 話数 | タイトル           | 原題                                             | 監督             | 米国放送日     | 視聴者数 (万人) |
| ---- | ---- | ------------------ | ------------------------------------------------ | ---------------- | -------------- | --------------- |
| 1    | 1    | 始まり             | Pilot                                            | Richard Shepard  | 2011年9月13日  | 284             |
| 2    | 2    | 新たな決意         | She's Ruining Everything                         | Rob Bailey       | 2011年9月20日  | 194             |
| 3    | 3    | フレンチ・レッスン | If You Ever Want a French Lesson                 | Allan Arkush     | 2011年9月27日  | 198             |
| 4    | 4    | 誕生日の約束       | It's Gonna Kill Me, But I'll Do It               | Jean de Segonzac | 2011年10月4日  | 150             |
| 5    | 5    | 真実の代償         | A Whole New Kind of Bitch                        | Janice Cooke     | 2011年10月11日 | 171             |
| 6    | 6    | 迷走する愛         | The Poor Kids Do It Everyday                     | Jerry Levine     | 2011年10月18日 | 181             |
| 7    | 7    | 偽装の歪み         | Oh Gawd, There's Two of Them?                    | エリク・ラ・サル | 2011年11月1日  | 180             |
| 8    | 8    | 終わりのないゲーム | Maybe We Can Get a Dog Instead                   | Nathan Hope      | 2011年11月8日  | 175             |
| 9    | 9    | 疑惑               | Shut Up and Eat Your Bologna                     | Scott White      | 2011年11月15日 | 183             |
| 10   | 10   | 協力者の報酬       | That's What You Get for Trying to Kill Me        | Stuart Gillard   | 2011年11月29日 | 160             |
| 11   | 11   | 接近する2人        | It Just Got Normal                               | Jeff T. Thomas   | 2012年1月31日  | 140             |
| 12   | 12   | 招かれざる客       | What Are You Doing Here, Ho-Bag?                 | Jerry Levine     | 2012年2月7日   | 118             |
| 13   | 13   | 狙われた財産       | It's Easy to Cry When This Much Cash Is Involved | Guy Bee          | 2012年2月14日  | 110             |
| 14   | 14   | 消せない記憶       | Whores Don't Make That Much                      | Janice Cooke     | 2012年2月21日  | 125             |
| 15   | 15   | 不吉な影           | P.S. You're an Idiot                             | Allan Arkush     | 2012年2月28日  | 115             |
| 16   | 16   | 崩れゆく信頼       | You're Way Too Pretty to Go to Jail              | Joshua Butler    | 2012年3月6日   | 125             |
| 17   | 17   | 疑いの連鎖         | What We Have Is Worth the Pain                   | Howard Deutch    | 2012年3月13日  | 111             |
| 18   | 18   | 転落の兆し         | That Woman's Never Been a Victim Her Entire Life | Scott White      | 2012年3月20日  | 116             |
| 19   | 19   | 死ぬのはどっち?    | Let's Kill Bridget!                              | Jerry Levine     | 2012年3月27日  | 111             |
| 20   | 20   | ゆがんだ愛         | If You're Just an Evil Bitch Then Get Over It    | Roger Kumble     | 2012年4月3日   | 105             |
| 21   | 21   | 意外な関係         | It's Called Improvising, Bitch!                  | Janice Cooke     | 2012年4月10日  | 110             |
| 22   | 22   | 偽りが終わるとき   | I'm the Good Twin                                | エリク・ラ・サル | 2012年4月17日  | 120             |

## 製作
サラ・ミシェル・ゲラーが『Ringer』と題するCBSのパイロットに主演することが2011年初めに発表された。パイロットの撮影は、ニューヨーク市で2011年3月に始まった。パイロットの監督はリチャード・シェパード、脚本はエリック・カメロとニコール・スナイダーであった。パイロットはニューヨークで撮影されたが、シリーズの残りは、主としてロサンゼルスで撮影される。ゲラーはピーター・トラーウゴットとパム・ビージーと並んで製作総指揮にも名を連ねる。
パイロットはCBSの姉妹ネットワークCWで2011年5月13日シリーズとして正式採用された。2011年5月17日には、ワーナーブラザーズが製作に加わることが発表された。CWの2011～12スケジュールが明らかになると、このシリーズは火曜日の午後9:00東部/午後8:00中西部時間で90210 と対になり放送されることが発表された。CWは、13話を発注した。
シリーズは2011年9月13日に初放映された。2011年10月12日に、全22話のフルシーズン製作が決定された。

### 配役
シリーズの配役発表は2011年1月に始まった。まず決まったのがサラ·ミシェル·ゲラー であり、製作総指揮にも携わる。ゲラーは、ブリジットとその双子の妹シボーン・マーティンを演ずる。ゲラーは「私が5役を演ずるという冗談があるの。現在と回想シーンのブリジットとシボーン、それと『シヴェット』（椅子に書いてある名前）、つまりシボーンの真似をするブリジットよ」と語った。
次に決まったのが、ビクター・マチャド役のネスター・カーボネルだった。続いてヨアン・グリフィズとマイク·コルターが決まり、グラファドはアンドリュー・マーティンを演じ、コルターはマルコム·ウォードを演ずる。タラ・サマーズは後にジェマ・バトラーとしてシリーズに加わった。クリストファー・ポリャーナは 2011年3月に最後に加わり、ポリャーナはヘンリー・バトラーを演ずる。
ジェイミー・マレーが、最初の2話に登場し、後に準レギュラーとなるアンドリューのビジネスパートナー、オリビア役に決まったことが、2011年7月19日に報道された。Zoey Deutch 2011年7月26日、ゾーイ・ドイッチュがシボーンの継子でありアンドリューの娘、ジュリエット役に決まったことが発表された。続いて、ジャスティン・ブルーニングがシボーンを追跡する男タイラーとして常連としてリンガーに参加することが2011年8月に明らかになった。8月24日に ビリー・ミラーがブリジットと麻薬中毒患者会でブリジットと出会う、準レギュラー配役のチャーリーとして決まった。彼の役は、最初の5話に登場した。
ジェイソン・ドーリングがシボーンの継娘ジュリエットが通う高校の教師、カーペンター先生、レギュラー配役に決定した。この映画スターの配役に続き、 ゲージ・ゴーライティがシボーンの継娘ジュリエット(Zoey Deutch)と所属する市内の学校でからむテッサ（手強い10代の子）の役に決まった。2011年9月3日にディズニーのスターニコール・アンダーソンはリンガーに 参加し、モニカの役を得たことを公式Twitter上で明らかにした。メッチェン・アミックはシボーンの旧友、グリア・シェリダンの役を得た。10月26日にアンドレア・ロスがアンドリューの元妻出ジュリエットの母、キャサリンの役を得た。ブロディ・ハルツァーがグリア・シェリダンの夫ジェイソンの役を得た。

### 音楽
番組ではほとんどインディー音楽が演奏されている。パイロットで、「ネオ・ノワール」の雰囲気を盛り上げるため、1960年のPatsy Clineの曲 I Fall to Pieces と1969年の曲 長い夜 のPacifikaによるカバーが主要シーンで使われた。シーズンの後半ではポーティスヘッドによる"Glory Box"  "Video Games"が2011年9月28日のリンガーの転換点となるシーンにおいて、プライムタイムスポットで初めて取り上げられラナ・デル・レイが一挙に人気歌手になった。アデルの曲"Set Fire To The Rain"が番組のプロモーションで使用され、"Rumour Has It"がミッドシーズンフィナーレの最後のシーンで使用された。アルフレッド・ヒッチコックの熱狂的なファンアグネス・オベルによる "Riverside"という曲が12話で使用され、ラナ・デル・レイの別の曲"Blue Jeans"が2012年2月14日にそのエピソードのラストシーンで使用された。レジーナ・スペクターの新しいシングル"All the Rowboats"が17話で使用された。シーズン1の最後はロックバンドザ・ブラック・キーズの"She's Long Gone"で締めくくられた。
番組の主題歌はGabriel Mannがパイロットと最初の4話を作曲し、Mark Snowがその後のエピソードで作曲を担当した。

## プロモーション
サラ・ミッシェル・ゲラー、イオアン・グラッファド、クリストファー・ポラーニャは1st Critics' Choice Television Awards 2011年6月20日ビバリーヒルズホテルで『リンガー 〜2つの顔〜』が「もっとも面白い新ドラマシリーズ」賞を受賞するのをサポートした。
シリーズは2011年のコミコンでデビューし、キャストメンバーサラ・ミッシェル・ゲラー、ネスター・カーボネル、アイオワン・グラファド、クリストファー・ポラーニャが出席した。製作総指揮のパム・ビージーと副製作総指揮のニコール・シュナイダーとエリック・カーメロも出席した。さらに、ゲラーは『ハリウッド・リポーター』で「コミック・コン： TVで引く手あまたの6人の女」というタイトルの記事で写真付きで紹介された。
シリーズのために2つの宣伝用ポスターが2011年7月20日に作られた。1つはゲラー、カーボネル、グラファド、ポリャーニャが写った写真、1つはゲラーだけで、どちらにも「究極の二重の裏切り」というキャッチフレーズがつけられた。サラ・ミシェル・ゲラー、ネスター・カーボネル、イオアン・グラフィド、クリストファー・ポリャーニャ、マイク・コルターは" Ringer を宣伝するためテレビジョン批評家協会 サマー・ツアー"に参加した。8月中に『リンガー 〜2つの顔〜』野外広告がロサンゼルス、ニューヨーク、シカゴで表示され、2つの巨大な鏡がニューヨークとロサンゼルスで設置され、通行人が自分のドッペルゲンガーを見るような効果をもたらした。
2011年9月1日で、全キャストが入った新しい販促ポスターがリリースされた。サラ・ミッシェル・ゲラーは、『エンターテイメント・ウィークリー』2011年9月2日号の表紙を飾り、そのタグラインは「サラ・ミッシェル・ゲラーの復帰（待望の！）。 テレビのもっとも象徴的なスターである彼女が新ドラマ『リンガー 〜2つの顔〜』で帰ってきた。まさに視聴者が望んでいたもの、すなわち『クルーエル・インテンションズ』と『バフィー 〜恋する十字架〜』 の合体」であった。2011年9月7日、エリック・カーメロ、ニコール・スナイダー、マイク・コルター、ネスター・カーボネルは、ロサンゼルスで開催されたパーリーフェスト2011、秋のテレビ予告編パーティー に紹介のあと出席した。2011年9月10日にゲラーを除いたキャスト全員がCWローンチパーティーに集まった。2011年9月11日、サラ・ミシェル・ゲラーは毎週『デイリー・ニューズ』に付属するニューヨークVUEの表紙を飾り、そのタグラインは、「ダブルで帰ってきた。 サラ·ミシェル·ゲラーがリンガーでテレビに戻ってくる」とあった。2011年9月12日にサラ・ミシェル・ゲラーは『レイト・ナイト・ウィズ・ジミー・ファロン』、翌日に『Regis and Kelly』にパイロットのプロモーションで出演した。2011年9月26日ゲラーはChelsea Lately 、翌日にRachael Ray にシリーズのプロモーションで出演した。2011年10月3日に、ゲラーは深夜のトークショウ『Conan』、2011年11月14日に『ジミー・キンメル・ライブ!』に出演した。2012年2月6日、ゲラーはアンディ・コーエンの"Watch What Happens Live" にライアン・マーfィーと一種に、『レイト・ショー・ウィズ・デイヴィッド・レターマン』に出演した。翌日Live!with Kellyに出演し、2012年2月21日に『Rachael Ray』に出演した。

## 評価

### 批評家による評価
パイロット版は肯定的な評価と肯定/否定が混じったもので、評価は分かれ（29名の批評家による）Metacritic初期評価は59/100となった。
TV.comの批評では、ティム・スーレットは番組のパイロット版を賞賛しながらも、過剰に複雑なミステリーで とてつもないものだが、今後おもしろくなる可能性がある」と評した。『After Elton』は、『リンガー 〜2つの顔〜』は「2011年唯一の面白い番組」と肯定的な評価を下した。 『ピープル』誌は、シリーズに4/4星を与えた。『E! News』は、番組は緊張感があり「フイルム・ノワール」性を賞賛した。サラ·ミシェル·ゲラーを "最高"で "ファンタスティック"と評した。評決は"見ろ、見ろ、見ろ！"であった。『The Insider』は、『 リンガー 〜2つの顔〜』を「秋の新番組トップ10」に入れた。『TV Line』のマット・ミトミックはパイロットに"設定はまともで、未解決の事柄がいくつか残って、細部はよくできている。複数の役に挑戦することで、ゲラーは知りすぎたブリジット、冷酷なシボーン、シボーンのふりをするブリジットをうまく演じており、共演者の演技も申し分がない。『リンガー 〜2つの顔〜』は 「第一話は衝撃的なひねりの連続で、息をつく暇もない。今も息が切れそうだ。 」と{1}Yahoo!{/1}の編集長のお勧めとなった。『ニューヨーク・ポスト』は3/4星を与え肯定的な評価をし、プロットは「とても良く『リンガー 〜2つの顔〜』がCBSからCWに渡ったことはCBSの失敗だ」と述べた。『USAトゥデイ』は「2つのとても良く、細かく描写されたゲラーの演技」に3/4星を与え、結論として「CWはよい番組を手に入れたね。失敗するなよ」と述べた。
『ラスベガス・ウィークリー』は、良い評価と悪い評価が混ざっており、「少し馬鹿げているが、面白く演技は良い」と評した。『ハリウッド・レポーター』はゲラーは番組の「重心」であるが、番組は「それほど重みがない」と結論づけた。『Newsday』も同様にサラ・ミシェル・ゲラーはとても美しいが、番組は「鈍く、活気がなく、軽く陳腐」なのでCWに似合わないとし、C＋の評価をした。『ボストン・グローブ』のマシュー・ギルバートはさらに否定的で、『リンガー 〜2つの顔〜』は「特殊効果は最悪でいい加減」で「ストーリーラインはありがちな昼間のソープオペラのパクリ」だと述べ、D評価を与えた。

### 視聴率
パイロットは2.84百万の視聴者を集め、 18-49歳成人の1.2デモレーティング、CWのターゲットである18-34歳の1.6デモレーティングとなった。視聴率は、火曜日午後9:00のタイムスロットでCWの3年ぶりの高水準に達した。金曜の初回の後、CWは再放送を行い、1.87百万の視聴者と18-49歳の成人0.6レーテイングを集めた。ミッドシーズンフィナーレは1.6百万の視聴者と18-49歳成人の0.6レーティングを集め、デジタルレコーダーのレーティングは18-49歳0.6レーティングが67% 上昇して18-49歳レーティングが1.0となった。
| シーズン | シーズン | 時間帯     | 初回          | 最終回        | TVシーズン | 順位       | 視聴者 （単位：百万） |
|          | 1        | 火曜日21時 | 2011年9月13日 | 2012年4月17日 | 2011-2012  | {0}181{/0} | 1.82                  |

## キャンセルと余波
レーティングと休暇シーズン中の3か月間の中断による視聴者数の減少のあと、『リンガー』のキャンセルは間違いないと思われた。CWは最終回の後、『The L.A. Complex』というカナダのドラマシリーズを、高視聴率を期待して放映した。『リンガー 〜2つの顔〜』はE！ 番組を救えキャンペーンで3位となった。複数の嘆願書が作成され、その1つは、16000以上の署名が含まれた。番組の継続が不確定な状況が1か月続いたあと、CW は公式にシリーズを2012年5月11日にキャンセルした。キャンセルの後、Facebook上のグループSave Ringerが1,000以上のフォロワーを全世界から集め 『リンガー』をCWか他のネットワークで放送できないかが議論された。番組のキャンセル後、他のネットワークが番組を継続してほしいという嘆願書がいくつも作成された。
番組が4つ以上の賞にノミネートされた。Choice TVのティーンチョイス賞、サラ・ミシェル・ゲラーの Zap2it賞、2つのE! オンライン賞。番組は現在16の賞にノミネートされ、CWにおける新番組の4つ以上の賞となり、最近では、CWの番組中でiTunesで3番目に売れたTV番組となった。2012年5月24日、リンガー はCWの5番目に高い視聴率とデモグラフィックとなり、CWが中止しなかった他の番組、『Hart of Dixie』 、『ニキータ』、『America's Next Top Model』、『ゴシップガール』よりも総合視聴率で上回った。

### 受賞
| 年   | 賞                             | 部門                                                         | 受賞者と候補者                                                              | 結果       |
| ---- | ------------------------------ | ------------------------------------------------------------ | --------------------------------------------------------------------------- | ---------- |
| 2011 | 批評家チョイス賞テレビ部門     | 最も面白い新シリーズ                                         | リンガー                                                                    | 受賞       |
| 2011 | E！ ゴールデン本塁打賞         | 楽しみな秋の新番組                                           | リンガー                                                                    | 受賞       |
| 2011 | EW 2011年の芸能人              | お気に入りのテレビ女優                                       | サラ·ミシェル·ゲラー                                                        | ノミネート |
| 2011 | Virgin Media TV Awards (UK)    | 最優秀女優賞                                                 | サラ·ミシェル·ゲラー                                                        | ノミネート |
| 2011 | Virgin Media TV Awards (UK)    | ベストドラマ                                                 | リンガー                                                                    | ノミネート |
| 2011 | TV.com2011年のベスト           | Favorite Guilty Pleasure                                     | リンガー                                                                    | ノミネート |
| 2012 | ピープルズ・チョイス・アワード | お気に入りの新テレビドラマ                                   | リンガー                                                                    | ノミネート |
| 2012 | NAACPイメージ賞                | 最優秀ドラマ脚本賞                                           | Pam Veasey ("Oh Gawd, There's Two of Them?")                                | ノミネート |
| 2012 | ICG広報担当賞                  | テレビで最高の宣伝キャンペーン（マクスウェルワインバーグ賞） | リンガー（CBSテレビジョン·スタジオ）                                        | ノミネート |
| 2012 | ポップハート賞（フランス）     | 米国の最優秀テレビシリーズ                                   | リンガー                                                                    | 受賞       |
| 2012 | プリズム賞                     | Best Drama Series Multi-Episode Storyline – Substance Use    | Ringer (“Pilot” / “She's Ruining Everything” / “A Whole New Kind of Bitch”) | ノミネート |
| 2012 | TVガイドファンのお気に入り賞   | Favorite Guilty Pleasure                                     | リンガー                                                                    | 受賞       |
| 2012 | ティーン・チョイス・アワード   | チョイステレビ女優：ドラマ                                   | サラ·ミシェル·ゲラー                                                        | ノミネート |
| 2012 | Zap2it賞                       | １番組で2つのキャラクターを演じる主演俳優賞                  | サラ·ミシェル·ゲラー                                                        | ノミネート |
| 2012 | E! ゴールデンリモート賞        | いなくなって悲しいスター                                     | サラ·ミシェル·ゲラー                                                        | 受賞       |
| 2012 | E! ゴールデンリモート賞        | なくなって悲しい番組                                         | リンガー                                                                    | 受賞       |

## 日本語版スタッフ
- 主題歌：石井竜也「On my road」